# Relazioni bilaterali tra Messico e Corea del Nord
Le relazioni bilaterali tra Messico e Corea del Nord (in coreano: 메히꼬-조선민주주의인민공화국 관계?; in spagnolo: Relaciones Corea del Norte-México) fanno riferimento ai rapporti diplomatici ed economici tra il Messico e la Corea del Nord.

## Storia
Il 4 settembre 1980 il Messico e la Corea del Nord intrapresero, per la prima volta nella loro storia, relazioni diplomatiche ufficiali e, nel 1993, il regno eremita istituì una propria ambasciata a Città del Messico. Le prime relazioni fra le due nazioni furono prolifiche per entrambi gli stati. Ad esempio, nel 1999, il Messico ha donato una cospicua somma all'Organizzazione per lo sviluppo energetico della penisola coreana, organizzazione dedita a costruire due reattori nucleari ad acqua leggera in Corea del Nord; per tutta risposta, il regime di Pyongyang, avendo gradito tale donazione, inviò alcuni operai nordcoreani a costruire edifici statali in tutto il Messico, in particolare negli stati di Durango, Oaxaca e Puebla.
Nel 2003, le relazioni diplomatiche fra le due nazioni si interruppero bruscamente, dal momento che la Corea del Nord decise di ritirarsi dal Trattato di non proliferazione nucleare. Da allora, il Messico ha duramente e ripetutamente condannato tutti i lanci missilistici effettuati dal regime comunista. Nel giugno 2009, ad esempio, in qualità di membro non permanente del Consiglio di sicurezza delle Nazioni Unite, l'ambasciatore messicano Claude Heller votò a favore di una risoluzione che imponeva ulteriori sanzioni economiche e commerciali alla Corea del Nord. A peggiorare le relazioni fra i due stati fu una nave mercantile nordcoreana denominata Mu Du Bong che, nel luglio 2014, si arenò vicino allo stato messicano di Veracruz, danneggiando gravemente quasi un acro di barriere coralline. Il governo messicano decise di non restituire la nave mercantile al suo corrispettivo nordcoreano, e iniziò a demolirla nel 2016. I membri dell'equipaggio, invece, furono immediatamente riportati nella loro patria.

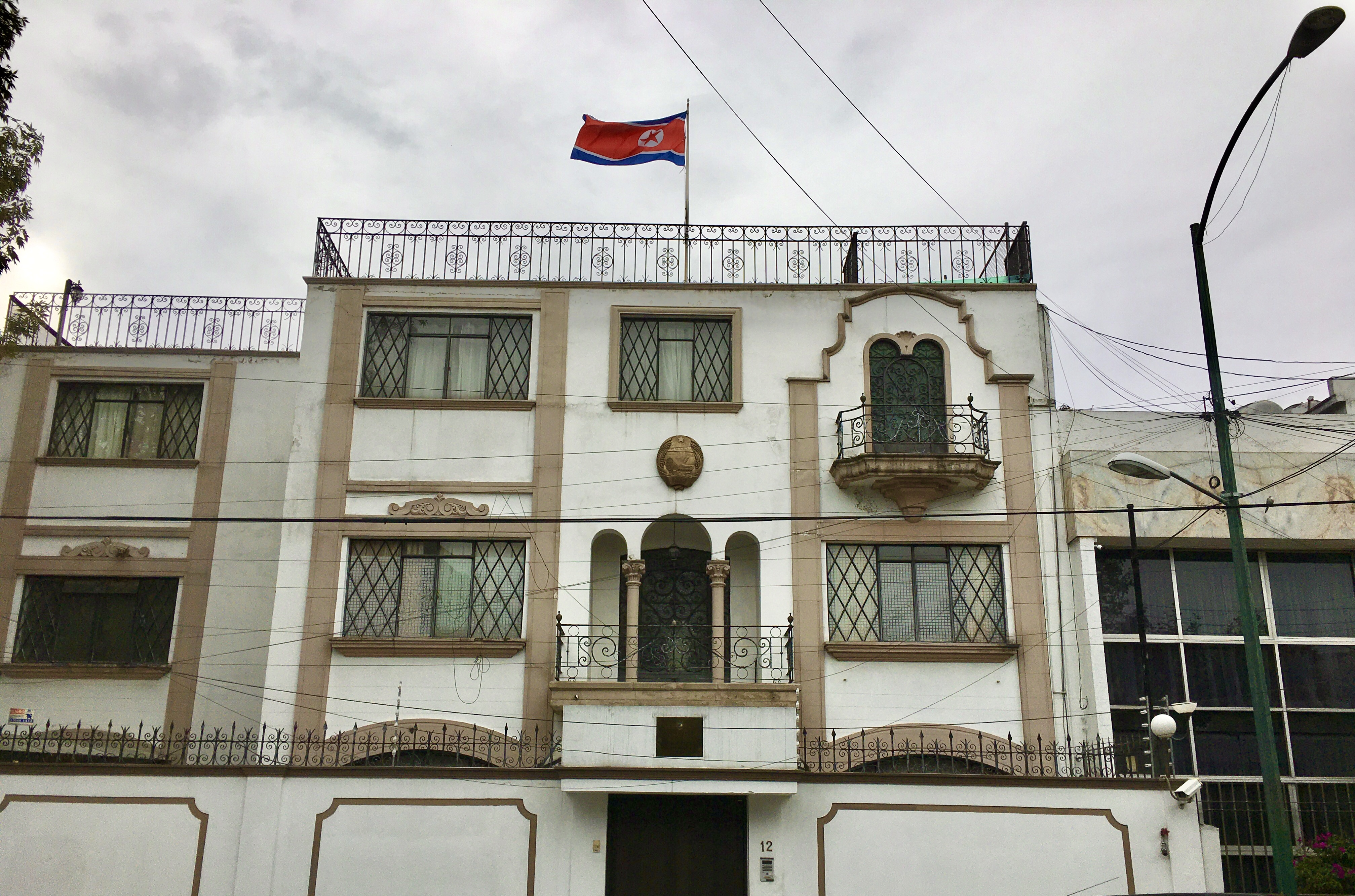
L'ambasciata nordcoreana a Città del Messico

Le ostilità continuarono per tutto il 2017, infatti il Messico continuò a condannare i lanci missilistici della Corea del Nord. Il 7 settembre 2017, in seguito a un ulteriore test missilistico, il Ministero degli Affari Esteri messicano dichiarò persona non grata l'ambasciatore nordcoreano Kim Hyong-gil, all'epoca in stanza a Città del Messico, ordinandogli di lasciare il paese entro 72 ore.
Nel dicembre 2018, Kim Yong-nam, uno dei più illustri politici nordcoreani, si recò nella capitale del Messico per partecipare all'insediamento del neopresidente Andrés Manuel López Obrador. Tale gesto calmò le acque fra i due stati, che, negli ultimi anni, hanno deciso di non intraprendere ulteriori azioni diplomatiche congiunte.

## Accordi bilaterali
Fin da quando sono iniziate le relazioni diplomatiche fra le due nazioni, Messico e Corea del Nord hanno firmato diversi accordi bilaterali. Fra i più importanti citiamo un accordo doganale, un accordo commerciale e un accordo sui prodotti riguardanti l'ambito della sanità.

## Commercio
Nonostante le altissime tensioni politiche che hanno caratterizzato le relazioni diplomatiche fra le due nazioni, il Messico è il partner commerciale più importante della Corea del Nord in America Latina. Nel 2015, ad esempio, il Messico ha acquistato l'1% delle esportazioni dello stato eremita e, nello stesso anno, gli ha venduto 180.000 litri di petrolio; mentre nel 2017 ha acquistato alcuni prodotti dal regime socialista, per lo più parti di computer, per un totale di 13,8 milioni di dollari.